# Kazimierz Sporny (pilot)
Kazimierz Sporny (ur. 17 lutego 1916 w Poznaniu, zm. 17 maja 1949 w Twyford Abbey) – kapitan pilot Polskich Sił Powietrznych w Wielkiej Brytanii, as myśliwski II wojny światowej, kawaler Krzyża Srebrnego Orderu Wojennego Virtuti Militari.

## Życiorys
Po zdaniu matury w gimnazjum im. A. Mickiewicza w Poznaniu zgłosił się ochotniczo do wojska i we wrześniu 1935 rozpoczął szkolenie unitarne w Szkole Podchorążych Rezerwy Piechoty w Zambrowie. 21 grudnia 1935 został powołany do Szkoły Podchorążych Rezerwy Lotnictwa w Dęblinie, którą ukończył 14 września 1936 i odszedł do 3 pułku lotniczego w Poznaniu. Po odbyciu stażu, 12 października 1936 rozpoczął naukę na drugim roku Szkoły Podchorążych Lotnictwa w Dęblinie, z której 16 listopada 1937 został usunięty (po kłótni z oficerem kawalerii poza terenem szkoły) i przeniesiony do rezerwy. 22 marca 1939 został zatrudniony jako instruktor w Szkole Podoficerów Lotnictwa dla Małoletnich, gdzie pełnił służbę na lotnisku w Moderówce. Z chwilą wybuchu II wojny światowej został powołany do 131 eskadry myśliwskiej i z powodu braku samolotów ewakuowany na południe Polski. Granicę rumuńska przekroczył 17 września 1939. Poprzez Jugosławię i Włochy dotarł do Francji i 11 października 1939 zgłosił się do polskiego konsulatu w Paryżu.
2 marca 1940 został przydzielony do Centrum Wyszkolenia w Pau. Od 25 maja należał do grupy latającej na samolotach Dewoitine D.500, tworzącej patrol ochraniający lotniska Pau. 1 czerwca tego roku wykonał swój pierwszy i ostatni lot bojowy nad Francją. Po jej kapitulacji ewakuował się do Wielkiej Brytanii, gdzie dotarł 12 lipca 1940. 26 lipca przybył do polskiej bazy lotniczej w Blackpool, a 25 września rozpoczął przeszkolenie w 5 Operational Training Unit RAF (5 OTU) w Aston Down. 18 października otrzymał przydział do 303 dywizjonu myśliwskiego im. T. Kościuszki, a 19 października przydział został zmieniony na 302 dywizjon myśliwski „Poznański". 15 listopada trafił do dywizjonu 213 RAF. 17 kwietnia 1941 rozpoczął służbę w dywizjonie 17 RAF. 23 czerwca tego roku powrócił do dywizjonu 302. W tym samym roku brał udział w operacjach: Gudgeon 6 (eskorta bombowców Bristol Blenheim atakujących doki i zbiorniki paliwa w porcie Charbourg) i Veracity II (bombardowanie doków portu Brest, w którym stały dwa niemieckie pancerniki Scharnhorst i Gneisenau). 25 czerwca 1942 przydzielono go do dywizjonu 303, a pięć dni później przeniesiono go na stację RAF w Heston. 7 lipca tego roku powrócił do dywizjonu 302 i zgłosił się na ochotnika do Polskiego Zespołu Myśliwskiego. Po powrocie z Afryki, 25 lipca 1943 został przydzielony do 316 dywizjonu myśliwskiego „Warszawskiego". 23 sierpnia tego roku został przeniesiony na stanowisko instruktora w 58 OTU RAF. 14 stycznia 1944 przeniesiono go do 61 OTU. 12 lutego tego roku rozpoczął służbę na stanowisku dowódcy eskadry B w 306 dywizjonie myśliwskim „Toruńskim”. 10 lipca 1944 tego samego roku został oddany do dyspozycji Polskich Sił Powietrznych, gdzie 27 sierpnia rozpoczął pracę w dowództwie.
18 lipca 1946 ożenił się z Margaret McArthur. 3 grudnia tego roku został przeniesiony do Polskiego Korpusu Przysposobienia i Rozmieszczenia i skierowany na stację RAF w Dunholme. Zachorował na nowotwór mózgu i zmarł 17 maja 1949 w domu opieki w Twyford Abbey. Został pochowany w Londynie na cmentarzu katolickim St. Mary.
W 2016 jego szczątki zostały w Anglii ekshumowane i przywiezione do ojczyzny. Urna z jego prochami spoczęła 25 sierpnia 2016 w Kwaterze Lotników na poznańskim cmentarzu na Miłostowie.

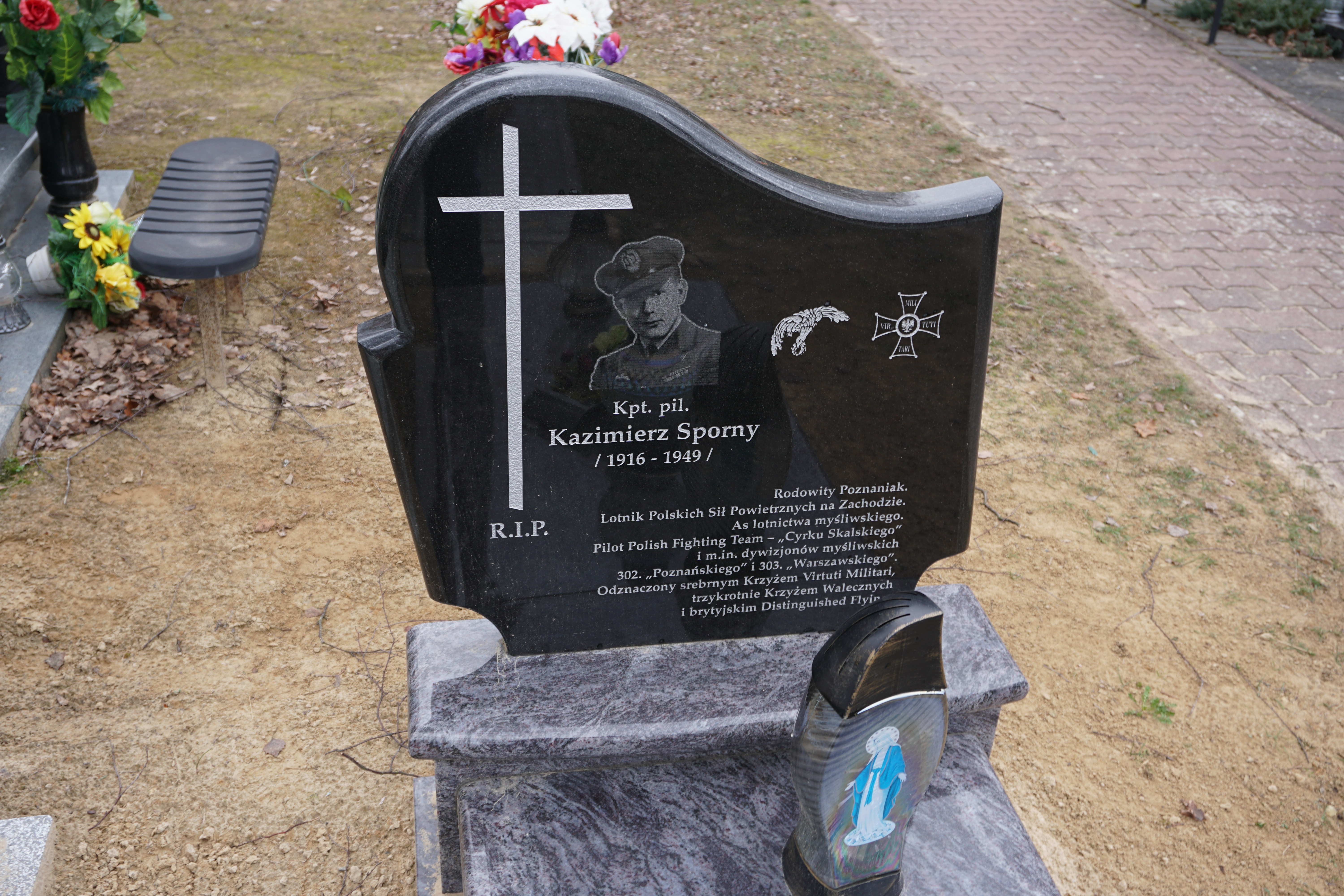
grób Kazimierza Spornego na cmentarzu Miłostowo w Poznaniu

## Zwycięstwa powietrzne
Na liście Bajana zajmuje 39. pozycję z wynikiem 5 zestrzeleń pewnych, 1 prawdopodobnych i 1 uszkodzonych.
Zestrzelenia pewne:
- Me 109 – 30 grudnia 1940
- Me 109 – 7 kwietnia 1943
- 2 Me 109 – 22 kwietnia 1943
- Me 109 – 24 czerwca 1944

Zestrzelenia prawdopodobne:
- Me 109 – 4 września 1940

Uszkodzenia:
- Fw 190 – 24 czerwca 1944

## Ordery i odznaczenia
- Krzyż Srebrny Orderu Virtuti Militari – 23 sierpnia 1943 - nr 8479[4]
- Krzyż Walecznych – 25 października 1940, 1 kwietnia 1942, 29 maja 1943
- Polowy Znak Pilota – 20 czerwca 1942
- Medal Lotniczy - trzykrotnie
- brytyjskie Distinguished Flying Cross – 9 lutego 1945